# Ludwig Willems
Ludwig Willems (Herentals, 7 februari 1966) is een Belgisch voormalig wielrenner, die beroeps was tussen 1987 en 1998.

## Wielerloopbaan
Willems fungeerde jarenlang als knecht voor Johan Museeuw. Na zijn actieve carrière werd hij bondscoach voor het Belgische vrouwenwielrennen.

## Belangrijkste overwinningen
1988
- 6e etappe Ronde van de Europese Gemeenschap

## Resultaten in voornaamste wedstrijden
| Jaar | Ronde van Italië | Ronde van Frankrijk | Ronde van Spanje |
| ---- | ---------------- | ------------------- | ---------------- |
| 1986 |                  |                     |                  |
| 1987 |                  |                     |                  |
| 1989 |                  |                     |                  |
| 1990 |                  |                     |                  |
| 1991 |                  | 150e                |                  |
| 1992 |                  |                     | opgave           |
| 1993 |                  |                     |                  |
| 1994 |                  |                     |                  |
| 1995 |                  |                     |                  |
| 1996 |                  |                     |                  |
| 1997 |                  |                     |                  |
| 1998 |                  |                     |                  |

| Jaar | Milaan-San Remo | Gent-Wevelgem | Ronde van Vlaanderen | Parijs-Roubaix | Kuurne-Brussel-Kuurne | Parijs-Tours | Dwars door Vlaanderen |
| ---- | --------------- | ------------- | -------------------- | -------------- | --------------------- | ------------ | --------------------- |
| 1986 |                 |               | 23e                  |                | 10e                   |              |                       |
| 1987 | 156e            |               | 85e                  |                | 10e                   | 90e          |                       |
| 1989 |                 | 83e           | 40e                  |                |                       | 111e         |                       |
| 1990 | 104e            |               |                      |                |                       |              |                       |
| 1991 |                 | 74e           | 52e                  | 76e            |                       |              |                       |
| 1992 |                 |               |                      |                |                       |              |                       |
| 1993 | 141e            | 48e           | 27e                  |                |                       | 47e          |                       |
| 1994 |                 | 27e           |                      | 8e             |                       | 104e         | ↑                     |
| 1995 |                 | 77e           | 41e                  | 58e            |                       | 107e         |                       |
| 1996 |                 | 65e           | 72e                  | 41e            |                       |              |                       |
| 1997 | 157e            | 19e           | 73e                  | 26e            |                       | 123e         |                       |
| 1998 |                 | 106e          |                      |                | 5e                    |              | 77e                   |